# Bairesdev
BairesDev és una empresa de desenvolupament de programari a Amèrica Llatina, especialitzada en solucions d'outsourcing, testing, manteniment i augment de personal d'IT. BairesDev té la seu a San Francisco, Califòrnia.

## Història
L'empresa va ser fundada el 2009 per Nacho De Marco i Pablo Azorin amb el propòsit de convertir-se en l'empresa de programari Outsourcing més gran d'Amèrica Llatina.
En pocs anys, la companyia va expandir les seves activitats a Brasil, Argentina, Colòmbia i Mèxic. Després, l'empresa va obrir les oficines de San Francisco (CA) i Harvard (MA).
El 2015, BairesDev ja havia consolidat el seu procés de selecció i rebia més de 240.000 sol·licituds de candidats a l'any, cosa que li permetia contractar només l'1% dels millors talents a IT. El seu creixement exponencial va portar a la creació de centres innovadors a gairebé tots els països de la regió.
A partir de l'octubre del 2019, el CEO de BairesDev és Ignacio De Marco.